# نینهاگن (مکلنبورگ-فورپومرن)
نینهاگن (به آلمانی: Nienhagen) یک شهر در آلمان است که در باد دوبران-لاند واقع شده‌است. نینهاگن ۱٬۷۷۶ نفر جمعیت دارد.

## خواهرخوانده
شهر نینهاگن (نیدرزاکسن) خواهرخواندهٔ نینهاگن (مکلنبورگ-فورپومرن) هست.